# واين سيرمون
دانييل واين «وينغ» سيرمون (Daniel Wayne "wing"Sermon) من مواليد 15 يونيو 1984.هو موسيقي وكاتب أغاني وعازف غيتار في فرقة إماجن دراجونس.

## روابط خارجية
- واين سيرمون على موقع IMDb (الإنجليزية)
- واين سيرمون على موقع ميوزك برينز (الإنجليزية)
- واين سيرمون على موقع ديسكوغز (الإنجليزية)
- واين سيرمون على موقع قاعدة بيانات الفيلم (الإنجليزية)